# Uniwersytet w Trydencie
 Uniwersytet w Trydencie (wł. Università degli Studi di Trento) – włoska publiczna uczelnia wyższa.

## Historia
Uniwersytet został założony w 1962 roku jako Wyższy Instytut Uniwersytecki Nauk Społecznych (Istituto universitario superiore di scienze sociali). Założycielem uczelni był Bruno Kessler, prezydent Prowincji Autonomicznej Trydentu w latach 1960–1974. W latach 70. XX wieku uczelnia zaczęła poszerzać działalność poza nauki społeczne. W 1972 roku powstał Wydział Nauk Ścisłych, a w 1973 – Wydział Ekonomii. W 1973 roku uczelnia stała się wolnym uniwersytetem (libera università), a w 1983 została przekształcona w uniwersytet publiczny.
W latach 1983–1985 utworzono wydziały Nauk Humanistycznych, Prawa i Inżynierii. W 2004 roku powstał Wydział Kognitywistyki.

## Struktura organizacyjna
W skład uczelni wchodzą następujące jednostki organizacyjne:
- Wydział Nauk Humanistycznych i Filozofii
- Wydział Kognitywistyki
- Wydział Ekonomii
- Wydział Inżynierii
- Wydział Prawa
- Wydział Matematyki, Fizyki i Nauk Przyrodniczych
- Wydział Socjologii